# Automitrailleuse Charron modèle 1902
La Charron modèle 1902 est un prototype de véhicule militaire blindé réalisé en France par le constructeur automobile Charron-Girardot-Voigt (CGV) avant la Première Guerre mondiale.

## Conception
Présentée au Salon automobile de 1902, cette voiture de tourisme surmontée d'un baquet blindé supporte une mitrailleuse Hotchkiss modèle 1900. Ainsi équipée, elle pèse 3 tonnes. Malgré un moteur de 50 ch, sa démonstration au Camp de Châlons à l'été 1903 laisse craindre aux autorités militaires une insuffisance de puissance sur le champ de bataille. Le prototype n'a aucune suite, mais inspire quatre ans plus tard au même constructeur un modèle très nettement amélioré, l'automitrailleuse Charron modèle 1906.